# Tonsel
Tonsel is een buurtschap in de Nederlandse gemeenten Ermelo en Harderwijk. Het gebied heeft 1240 inwoners (2004).
De N303 (Harderwijkerweg) loopt door Tonsel heen en het bosrijke woongebied ligt op de rand van de Veluwe.

## Geschiedenis
Van oorsprong ontstond Tonsel buiten de stadsmuren van Harderwijk. Deze goede landbouwgronden werden ook wel de tuinen genoemd. Tonsel lag vroeger voor een groot gedeelte in Harderwijk en voor een klein gedeelte in Ermelo, maar nadat Harderwijk steeds verder buiten de stadsmuren uitbreidde, kregen deze wijken andere namen en verplaatste het gebied Tonsel zich. Mede door de uitgiftes van grond na 1920 aan onder andere de oud vissers in Tonsel zijn de rollen nu omgedraaid en ligt een groter deel van de buurtschap Tonsel in Ermelo.
Met Tonsel werd net na de Tweede Wereldoorlog bedoeld het gebied vanaf de Leuvenumseweg van Harderwijk (nu Meckelenburglaan) tot aan de Fazantlaan in Ermelo, dus ruwweg gezegd alles langs de Harderwijkerweg met alle zijwegen ter rechter zijde tot aan de Stichting ’s-Heerenloo, en ter linker zijde tot waar de Strokel begint.
In Tonsel stonden net na 1950 ongeveer 240 huizen en het had zo’n 1100 inwoners. Er was in Tonsel wel een school, maar geen kerk, er waren een paar winkels, een warme bakker, een melkboer, een groenteboer, een fietsenmaker, een aannemer, veel boeren en nog meer eendenhouders.
De voornaamste wegen in Tonsel waren de: Harderwijkerweg, Nassaulaan, Slingerlaantje, Weisteeg, Koesteeg (later Fokko Kortlanglaan) , Waterplassteeg, Oude Nijkerkerweg, Veldzichtweg, Lokhorstweg, Kalkoenweg, Hoenderweg, Eendenparkweg en Julianalaan.
Dorpen: Ermelo

Buurtschappen: De Beek · Drie · Horst · Houtdorp · Leuvenum · Nieuw Groevenbeek · Oud Groevenbeek · Speuld · Staverden · Telgt · Tonsel

Gelderland: Steden en dorpen in Gelderland      Nederland: Provincies · Gemeenten